# Alfonso Blanco Antúnez
Alfonso Blanco Antúnez  (31 de julio de 1987 en Tamiahua, Veracruz) es un futbolista mexicano que juega como Portero. Su equipo actual es el Club León de la Liga MX, fue Guardameta titular de la selección mexicana Sub-20 en la Copa del Mundo Canadá 2007.

## Selección nacional

### Copa Mundial de Fútbol Sub-20 de 2007
La selección de fútbol de México tuvo una destacada participación en la Copa Mundial Sub-20 que se realizó en Canadá, entre el 30 de junio y el 22 de julio del 2007. Alfonso fue uno de los jugadores más destacados del combinado tricolor, disputando todos los encuentros que su selección jugó en ese Mundial. Ya en cuartos de final la selección mexicana fue eliminada por la selección argentina, que anotó por medio de Maximiliano Moralez; el partido terminó finalmente 1 por 0.
Integró la plantilla que jugó el Preolímpico de Concacaf de 2008 donde fue tercer portero.[cita requerida]

## Clubes
| Club                   | País   | Año           |
| ---------------------- | ------ | ------------- |
| Cruz Azul              | México | 2008 - 2009   |
| Club Irapuato          | México | 2009          |
| Club América           | México | 2010          |
| Club León              | México | 2011 - 2012   |
| Club de Fútbol Pachuca | México | 2012-2013     |
| Atlético San Luis      | México | 2013-2014     |
| Club de Fútbol Pachuca | México | 2014-2020     |
| Club León              | México | 2020-presente |

## Palmarés

### Torneos nacionales
| Título  | Club    | País   | Año  |
| ------- | ------- | ------ | ---- |
| Liga MX | Pachuca | México | 2016 |
| Liga MX | León    | México | 2020 |

### Torneos internacionales
| Título                           | Club    | Sede        | Año  |
| -------------------------------- | ------- | ----------- | ---- |
| Liga de Campeones de la Concacaf | Pachuca | Pachuca     | 2017 |
| Liga de Campeones de la Concacaf | León    | Los Ángeles | 2023 |